# Bryon Allen
Pour les articles homonymes, voir Allen.
Bryon Allen, né le 1er mai 1992, à Upper Marlboro, au Maryland, est un joueur américain de basket-ball. Il évolue au poste d'arrière.

## Carrière
Bryon Allen s'engage avec le Roseto Sharks  le 29 juillet 2015.
Bryon Allen s'engage avec le ČEZ Basketball Nymburk le 14 août 2016.
Bryon Allen s'engage avec le  EWE Baskets Oldenbourg le 18 juin 2017.
Bryon Allen s'engage avec le Pınar Karşıyaka le 16 décembre 2017.
Bryon Allen s'engage avec le  Basket Brescia Leonessa le 30 juin 2018.

## Palmarès
- Championnat de République tchèque (1)
  - Vainqueur : 2017.
- Coupe de République tchèque (1)
  - Vainqueur : 2017.